# September (film, 1987)
Pour les articles homonymes, voir September.
Pour plus de détails, voir Fiche technique et Distribution.
September est un film américain écrit et réalisé par Woody Allen, sorti sur les écrans en 1987.

## Synopsis
Lane, en proie à la dépression, vient trouver refuge dans la maison de son enfance, située dans le Vermont. Elle y héberge un écrivain débutant, Peter, dont la présence la distrait, et dont elle est tombée amoureuse. Lane souhaite vendre la maison pour retourner s'installer à New York. Alors que son indomptable mère refait irruption dans sa vie, qu'une idylle se noue entre sa meilleure amie et l'écrivain, l'horizon doucereux de Lane se déchire à nouveau.

## Fiche technique
- Titre : September
- Réalisation : Woody Allen
- Scénario : Woody Allen
- Musique : Irving Berlin, Jerome Kern, Cole Porter, Robert Katscher
- Directeur de la photographie : Carlo Di Palma
- Pays de production :  États-Unis
- Genre : drame
- Durée : 79 minutes
- Date de sortie : 1987

## Distribution
- Mia Farrow (VF : Élisabeth Wiener) : Lane
- Elaine Stritch (VF : Nathalie Nerval) : Diane
- Jack Warden : Lloyd
- Sam Waterston (VF: Bernard Tiphaine) : Peter
- Dianne Wiest (VF : Frédérique Tirmont) : Stephanie
- Denholm Elliott : Howard
- Rosemary Murphy (VF : Sylvie Moreau) : Mme Mason